# Comunità montana Monti Ernici
La comunità montana dei Monti Ernici è una delle comunità montane della provincia di Frosinone.

## Comuni
Questa comunità montana è costituita da 17 comuni, che nell'ordine sono:
- Acuto
- Alatri
- Anagni
- Boville Ernica
- Collepardo
- Fiuggi
- Filettino
- Fumone
- Guarcino
- Monte San Giovanni Campano
- Piglio
- Serrone
- Torre Cajetani
- Trevi nel Lazio
- Trivigliano
- Veroli
- Vico nel Lazio